# Anderson (Alabama)
Anderson es un pueblo del Condado de Lauderdale, Alabama, Estados Unidos. En el censo de 2000, su población era de 354. Se encuentra al norte del estado, junto a la frontera con Tennessee, y a pocos kilómetros al norte del río Tennessee. 

## Demografía
En el 2000 la renta per cápita promedia del hogar era de $26.750$, y el ingreso promedio para una familia era de 30.962$. El ingreso per cápita para la localidad era de 16.477$. Los hombres tenían un ingreso per cápita de 28.125$ contra 28.333$ para las mujeres.

## Geografía
Anderson está situado en 34°55′12″N 87°16′13″O / 34.92000, -87.27028 (34.920029, -87.270358).
Según la Oficina del Censo de los EE. UU., la ciudad tiene un área total de 1.3 millas cuadradas (3.3 km ²).